# وادي الذئاب 5 (مسلسل)
مسلسل وادي الذئاب الجزء الخامس هو الموسم الخامس من مسلسل وادي الذئاب تتمحور أحداثه بين مراد علمدار وآرصوي أولبيه.

## الشخصيات

### الشخصيات السابقة
- مراد علمدار
- أصلان أقبي
- ميماتي باش
- غوركان أويغون
- جاهد كايا
- عمر جاندان
- عمران أفق
- بوساط شاكر (نهاد)
- ليلى تركمان
- بيرسان المحامية
- داود تتر اوغلو
- انجي تتر اغلو
- آرون فيلر
- جوزيف والد رهف
- ألبير رئيس المخابرات
- شرف زازا اوغلو
- جوهر مرافق زازا
- امدات: ابن اخت شرف زازا
- طويل : مرافق فيلر
- إبراهيم رجل داود
- حسني يلنكلج
- المحامية ياشيم

### الشخصيات الجديدة
- إرسوي أولبيه
- أونيصال

## وصلات خارجية
- الموقع الرسمي للمسلسل
- القصة الكاملة لمسلسل وادي الذئاب